# Hohleborn (Floh-Seligenthal)
Hohleborn ist ein Ortsteil von Floh-Seligenthal im Landkreis Schmalkalden-Meiningen im fränkisch geprägten Süden des Freistaats Thüringen.

## Lage
Der Ortsteil liegt an der ansteigenden und kurvenreichen Landesstraße 1026 an der Südwestabdachung des Thüringer Waldes nördlich von Floh unter dem Kaiserkopf und Mönchsstein, zwei Gipfeln des Gebirges. Südlich liegen Struth-Helmershof und Seligenthal südöstlich.

## Geschichte
Der Ortsteil Hohleborn wurde 1340 erstmals urkundlich erwähnt. Der Ort gehörte zum Amt Schmalkalden der ab 1583 vollständig hessischen Herrschaft Schmalkalden. 1683 wurde Hohleborn durch ein Hochwasser teilweise zerstört. 1714 wurde eine Schule gebaut. 1871 wurde nach einer erneuten Überschwemmung eine Brücke gebaut. 1890 erhielt Hohleborn einen Eisenbahnanschluss an die Bahnstrecke Schmalkalden–Kleinschmalkalden. 1894 wurde ein neuer Schulsaal errichtet. 1977 wurde die Schule geschlossen, seitdem gehen Schüler aus Hohleborn nach Floh zur Schule.
Am 1. Juni 1994 schlossen sich Floh, Seligenthal und Hohleborn zur neuen Gemeinde Floh-Seligenthal zusammen.